# Don Tum (huyện)
Don Tum (tiếng Thái: ดอนตูม) là một huyện (amphoe) ở phía bắc của tỉnh Nakhon Pathom, miền trung Thái Lan.

## Lịch sử
Mueang Tum là một thành phố cổ của vương quốc Srivijaya. Tên chính thức đầu tiên của khu vực này là Sam Kaeo. Sau này, tên được đổi thành Kamphaeng Saen.
Tiểu huyện (King Amphoe) Don Tum được lập ngày 1/1/1966, khi 7 tambon were được tách ra từ Kamphaeng Saen. Đơn vị này đã được nâng thành huyện ngày 1 tháng 3 năm năm 1969.

## Địa lý
Các huyện giáp ranh (từ phía bắc theo chiều kim đồng hồ) là Bang Len, Nakhon Chai Si, Mueang Nakhon Pathom và Kamphaeng Saen.

## Hành chính
Huyện này được chia thành 8 phó huyện (tambon), các đơn vị này lại được chia ra thành 68 làng (muban). Thị trấn (thesaban tambon) Sam Ngam nằm trên toàn bộ tambon Sam Ngam. Mỗi tambon được 1 tổ chức hành chính tambon quản lý.
| STT | Tên         | Tên Thái | Số làng |  |
| --- | ----------- | -------- | ------- |  |
| 1.  | Sam Ngam    | สามง่าม   | 12      |  |
| 2.  | Huai Phra   | ห้วยพระ   | 8       |  |
| 3.  | Lam Hoei    | ลำเหย    | 15      |  |
| 4.  | Don Phutsa  | ดอนพุทรา  | 10      |  |
| 5.  | Ban Luang   | บ้านหลวง  | 5       |  |
| 6.  | Don Ruak    | ดอนรวก   | 5       |  |
| 7.  | Huai Duan   | ห้วยด้วน   | 7       |  |
| 8.  | Lam Luk Bua | ลำลูกบัว   | 6       |  |